# Макнил, Меган
Ме́ган Макни́л (англ. Megan McNeil; 7 сентября 1990 — 28 января 2011) — канадская певица и автор песен.

## Биография
Меган была единственным ребёнком в семье Сюзанны и Дэйва Макнилов. Она училась в «Seaquam Secondary» и в «Kwantlen Polytechnic University».
В 2006 году ей был диагностирован адренокортикальный рак. Макнил получила внимание средств массовой информации, когда она записала благотворительный сингл «The Will to Survive», призвав им больных раком людей бороться за жизнь. Сама же Меган победила болезнь трижды, но в четвёртой борьбе победил рак — 20-летняя певица скончалась 28 января 2011 года в окружении семьи и друзей.